# Mat Gamel
Pour les articles homonymes, voir Gamel.
Mathew Lawrence Gamel (né le 26 juillet 1985 à Jacksonville, Floride, États-Unis) est un ancien joueur de baseball.
Il évolue de 2008 à 2012 aux postes de joueur de troisième but et de premier but pour les Brewers de Milwaukee de la Ligue majeure de baseball.
Il est le frère aîné du joueur de baseball Ben Gamel.

## Carrière
Mat Gamel est repêché au quatrième tour par les Brewers de Milwaukee en juin 2005.
Il est rappelé des ligues mineures par les Brewers en septembre 2008, obtenant une première présence en Ligue majeure comme frappeur suppléant le 3 septembre. Il est retiré sur des prises, mais obtient son premier coup sûr (un double) le 7 septembre contre San Diego.
Classé parmi les meilleurs joueurs d'avenir du baseball, il s'aligne en 2008 pour les Stars de Huntsville, le club-école AA des Brewers, et mène la Ligue Southern pour les points produits (96), le total de buts (273) et les coups sûrs de plus d'un but (61). Il termine également deuxième dans le circuit pour la moyenne au bâton (,329) et 5e pour la moyenne de puissance (,537).
Gamel joue 61 parties pour Milwaukee au cours de la saison 2009. Il frappe dans une moyenne de ,242 avec 5 coups de circuit et 20 points produits. Il claque son premier circuit dans les majeures le 18 mai 2009 aux dépens de Kyle Lohse des Cards de Saint-Louis.
Il passe 2010 et 2011 presque exclusivement en ligues mineures, n'apparaissant que dans 22 parties des Brewers au total.
Il est vu en 2012 comme le successeur au premier but de Prince Fielder, passé aux Tigers de Détroit après la saison 2011. Cependant, Gamel se blesse aux ligaments croisés et joue le dernier de ses 21 matchs de la saison le 1er mai 2012, pour ensuite passer le reste de l'année sur la liste des joueurs inactifs.
Une nouvelle blessure aux ligaments croisés lui fait rater toute la saison 2013, alors qu'il est toujours sous contrat avec les Brewers.
Le 3 octobre 2013, les Cubs de Chicago réclament Gamel au ballottage mais, comme celui-ci a droit à l'arbitrage dans les semaines qui suivent, les Cubs choisissent de ne pas retenir ses services. Le 13 décembre 2014, Gamel signe un contrat des ligues mineures avec les Braves d'Atlanta. Le 18 février suivant, alors que vient de débuter l'entraînement de printemps des Braves, Gamel se blesse une fois de plus au genou droit et est libéré par Atlanta. Gamel signe un contrat des ligues mineures avec les Yankees de New York en mars 2015 mais ne joue pas dans les majeures au-delà de la saison 2012.